# 510 TCN
510 TCN là một năm trong lịch La Mã.